# Adolf Schmidt
Adolf Schmidt (ur. 7 marca 1865 w Bremie, zm. 11 listopada 1918 w Bonn) – niemiecki lekarz patolog, profesor Uniwersytetu w Halle. Na jego cześć przyznawany jest medal jego imienia (Adolf-Schmidt-Medaille).
Studiował nauki przyrodnicze i medycynę na uniwersytetach w Jenie, Tybindze, Berlinie i Bonn. Na uniwersytecie w Bonn uzyskał doktorat w 1889 na podstawie rozprawy "fizjologia wydzielania nerek". Od 1890 r. pracował jako asystent lekarski w Bonn, w latach 1891-1893 w Poliklinice Uniwersyteckiej we Wrocławiu. W 1894 roku otrzymał posadę asystenta w poliklinice medycznej Uniwersytetu w Bonn. Tam habilitował się z chorób wewnętrznych. W 1899 otrzymał tytuł profesora. W 1902 objął stanowisko ordynatora w szpitalu Friedrichstadt w Dreźnie, a w 1907 Uniwersytet w Halle mianował go kierownikiem Polikliniki Lekarskiej i jednocześnie profesorem zwyczajnym. W 1908 opisał astmę oskrzelową jako chorobę. Podjął badania kliniczno-eksperymentalne nad sercem, nerwami, a przede wszystkim nad diagnostyką chorób jelit. Od 1912 roku Schmidt był redaktorem "Zentralblatt für Innere Medizin", a także kilkakrotnie dziekanem wydziału medycznego Uniwersytetu w Halle. W roku akademickim 1916/17 pełnił funkcję rektora uczelni. Schmidt otrzymał tytuł doktora prawa h. c. na Uniwersytecie w Halle i wiele innych odznaczeń (m.in. Order Czerwonego Orła 4 klasy, Order Korony 3 klasy, Komandor 2 klasy Orderu Domu Saksonii-Ernestyna, Order Aleksandra III klasy z mieczami Królestwa Bułgarii). W czasie I wojny światowej Schmidt służył jako lekarz sztabowy, później jako starszy lekarz sztabowy w Landwehrze (odznaczony Krzyżem Żelaznym II klasy i Anhalt Friedrichskreuz). 1 czerwca 1918 roku Schmidt został powołany na Uniwersytet w Bonn, ale według nekrologu zmarł wkrótce w wyniku szybko postępującej choroby nerwów. Najprawdopodobniej popełnił samobójstwo.